# Кацев, Владимир Зеликович
Влади́мир Зе́ликович Ка́цев (7 сентября 1929, Кременчуг, Украинская ССР — 10 декабря 2013, Алма-Ата, Казахстан) — советский и казахстанский архитектор.

## Биография
Родился 7 сентября 1929 года в Кременчуге Полтавской области Украинской ССР.
После начала Великой Отечественной войны был эвакуирован вместе с семьёй на Урал. С 5-го по 9-й класс учился в изостудии М. М. Лошакова в Челябинске. В 1953 году окончил архитектурный факультет Харьковского инженерно-строительного института, а в 1963 году — аспирантуру при Академии архитектуры (ныне Российская академия архитектуры и строительных наук) в Москве.
После окончания института получил направление в Магнитогорск, где работал архитектором в проектном институте. В 1959 году был откомандирован в Госстрой Казахской ССР. В том же году стал главным архитектором Государственного проектного института «Казгорстройпроект». С 1964 года — член правления Союза архитекторов Казахской ССР. С 1967 года — главный архитектор, руководитель мастерской № 5 ГПИ «Алмаатагипрогор». С 1989 года — главный архитектор проектов архфонда Союза архитекторов Казахстана.
Был членом секции изобразительного искусства и архитектуры Комиссии по Государственным премиям Казахстана в области литературы, искусства и архитектуры при Правительстве Казахстана.
В 2010 году стал председателем Алматинского городского филиала Союза архитекторов Республики Казахстан.
Ушёл из жизни 10 декабря 2013 года после продолжительной болезни. Похоронен на Центральном кладбище Алма-Аты.

## Работы

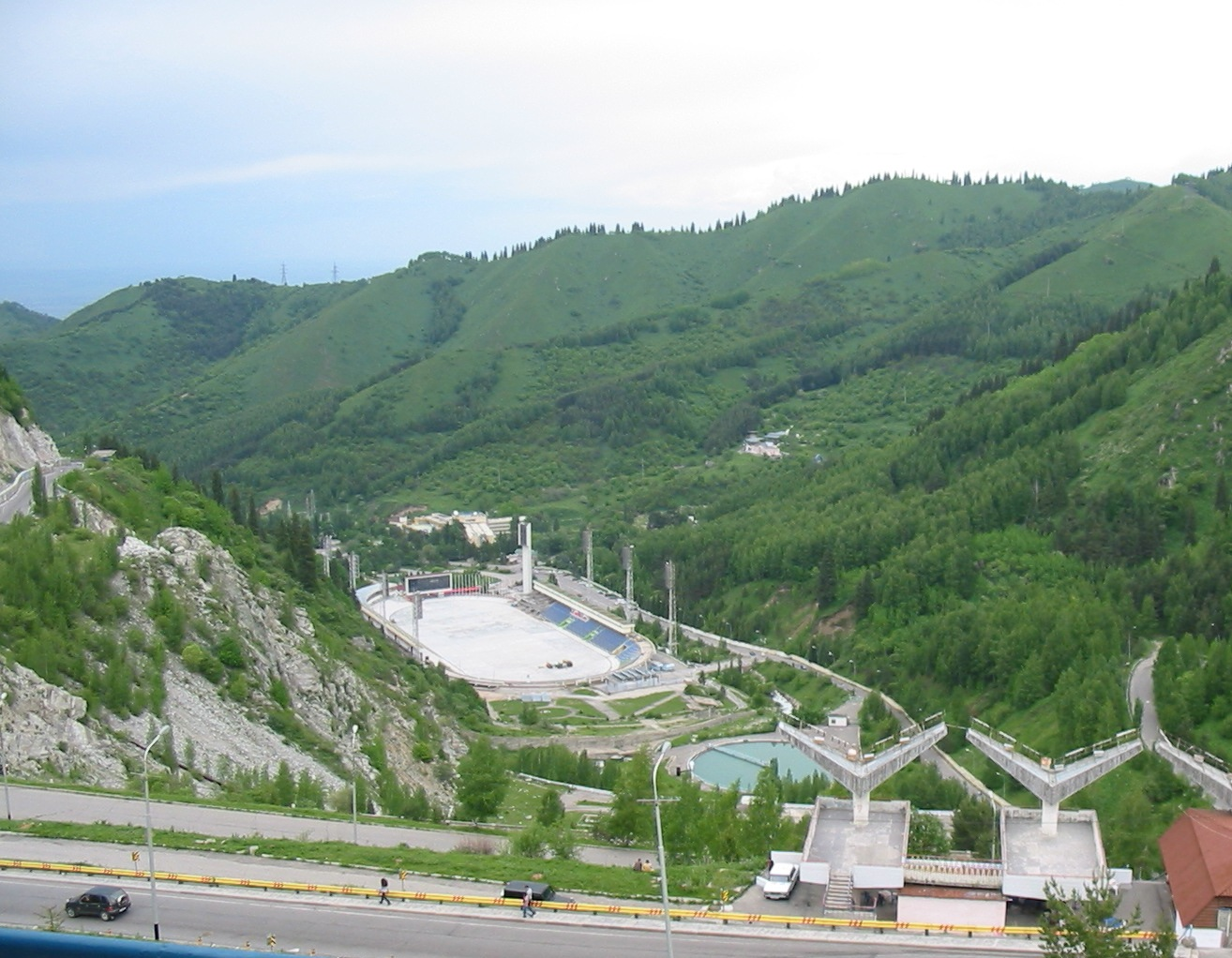
Высокогорный комплекс Медео — одна из работ архитектора Кацева

Владимир Кацев — автор и главный архитектор следующих строительных проектов, реализованных в Алма-Ате:
- Пансионат, плавательный бассейн и спортивный зал горнолыжной базы Чимбулак (1961).
- Плавательный бассейн «Динамо» (1963).
- Дворец спорта и культуры имени Балуана Шолака (1967).
- Высокогорный спортивный комплекс «Медео» (1972).
- Здание Алма-Атинского цирка (1972).
- Фонтан «Восточный календарь» у здания Академии наук РК (1979, художники В. Твердохлебов, А. Татаринов).
- Здание Алма-Атинского городского акимата (изначально Алма-Атинского горисполкома) (1980).

Другие значимые работы:
- Рельеф на фронтоне театра юного зрителя (ныне Казахский государственный академический театр для детей и юношества имени Г. Мусрепова) в Алма-Ате (1963, художники Евгений Сидоркин, О. Богомолов).
- Памятник Василию Чапаеву в Уральске (1984, скульпторы М. Айнеков, Б. Тулеков, архитектор П. Кривенко).
- Фонтан «Семиречье» на углу проспекта Абая и улицы Тулебаева (Алма-Ата).
- Памятник писателю Габиту Мусрепову в Алма-Ате (скульптор К. Сатыбалдин).
- Памятник Алие Молдагуловой в Актюбинске.

Кроме того, Кацев — автор ряда графических и живописных работ, среди которых цикл «Архитектура», серия портретов артистов Государственного академического русского театра драмы имени М. Ю. Лермонтова, натюрморты, пейзажи.
Работы Кацева неоднократно были представлены на республиканских и зарубежных художественных выставках, а также на 8 персональных выставках.

## Награды
- Государственная премия СССР (за проект спортивного комплекса «Медео»[1], 1975).
- Орден «Курмет» (1999).
- Золотая медаль Союза архитекторов Республики Казахстан (1999).
- Медаль «Ветеран труда» (Казахстан)[2].

## Семья
- Супруга — Мартьянова Доротея Георгиевна (1933 г. р.).
  - Дочь — Кацева Татьяна (1959 г. р.), учитель физики.
    - Внук — Георгий Кацев (1988 г. р.), музыкант, IT-специалист. ( Семейное положение -женат)

  - Дочь — Покровская Марианна (1966 г. р.), актриса Государственного академического русского театра драмы им. М. Ю. Лермонтова[6].
    - Внук — Семён Шемес (1994 г. р.), актёр[7].

## Память
В августе 2018 года постановлением маслихата города Алматы имя Владимира Кацева получила улица в Бостандыкском районе города.